# Phyllostylon
Phyllostylon é um género botânico pertencente à família Ulmaceae. Foi descrito pela primeira vez por Guilherme Schüch de Capanema, ou Barão de Capanema, sendo o 3° gênero desta família no momento da sua descrição, em 1851.
1. ↑  «Phyllostylon — World Flora Online». www.worldfloraonline.org. Consultado em 19 de agosto de 2020